# Jyotindra Nath Dixit
Jyotindra Nath Dixit (ur. 8 stycznia 1936 w Madrasie, zm. 3 stycznia 2005 w Nowym Delhi) – dyplomata indyjski.
Syn pisarza w języku malajalam z Kerali, studiował na uniwersytecie w Delhi i od 1958 pracował w dyplomacji. Przebywał na placówkach w Chile, Meksyku, Japonii i Australii, w 1971 został mianowany przez rząd Indiry Gandhi pierwszym ambasadorem Indii w niepodległym Bangladeszu (do 1974). W kolejnych latach był rzecznikiem rządu w Delhi, pracował w ambasadach w Tokio i Waszyngtonie. W latach 1980–1985 był ambasadorem w Afganistanie, 1985-1989 wysokim komisarzem Indii w Sri Lance, 1989-1991 ambasadorem w Pakistanie. W 1991 został sekretarzem stanu ds. zagranicznych. W pracy dyplomatycznej był zdecydowanym rzecznikiem roli lidera w regionie dla Indii, przyczynił się jednocześnie do uregulowania stosunków dwustronnych z Pakistanem. Prowadził wiele znaczących negocjacji regionalnych, m.in. w sprawie wątpliwości granicznych z Chinami. Reprezentował interesy Indii w wielu organizacjach międzynarodowych, ONZ, UNESCO, Ruchu Państw Niezaangażowanych, Międzynarodowej Organizacji Pracy oraz Organizacji Narodów Zjednoczonych ds. Rozwoju Przemysłowego (UNIDO).
Był sekretarzem ds. zagranicznych do 1994, następnie pozostawał czołowym ekspertem polityki zagranicznej w opozycyjnej Partii Kongresowej. Po powrocie Partii Kongresowej do władzy w 2004 został doradcą premiera ds. bezpieczeństwa narodowego. 
Z małżeństwa z Vijayą Sundaram (od 1958) miał sześcioro dzieci.